# 会の川

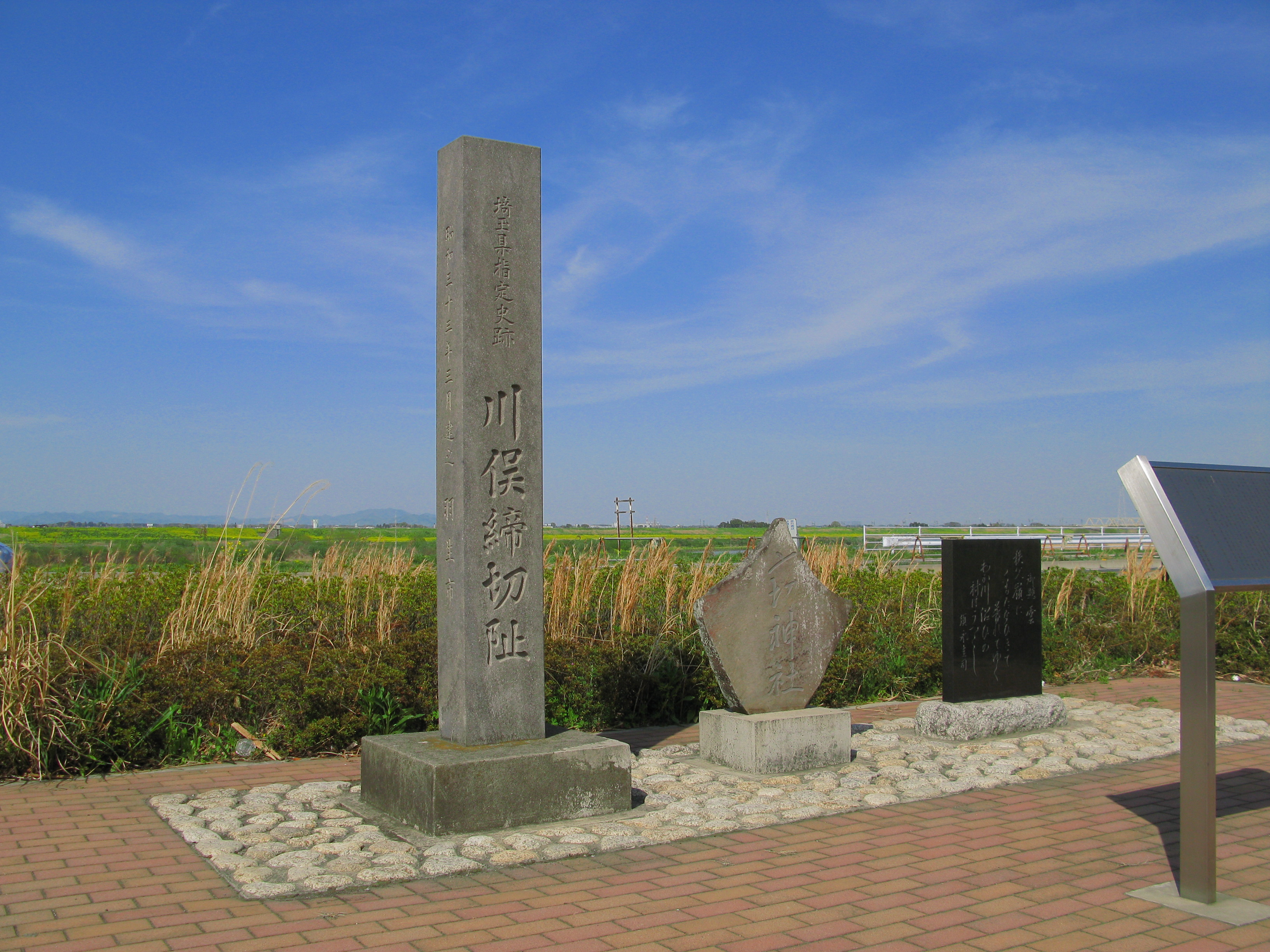
川俣締切址

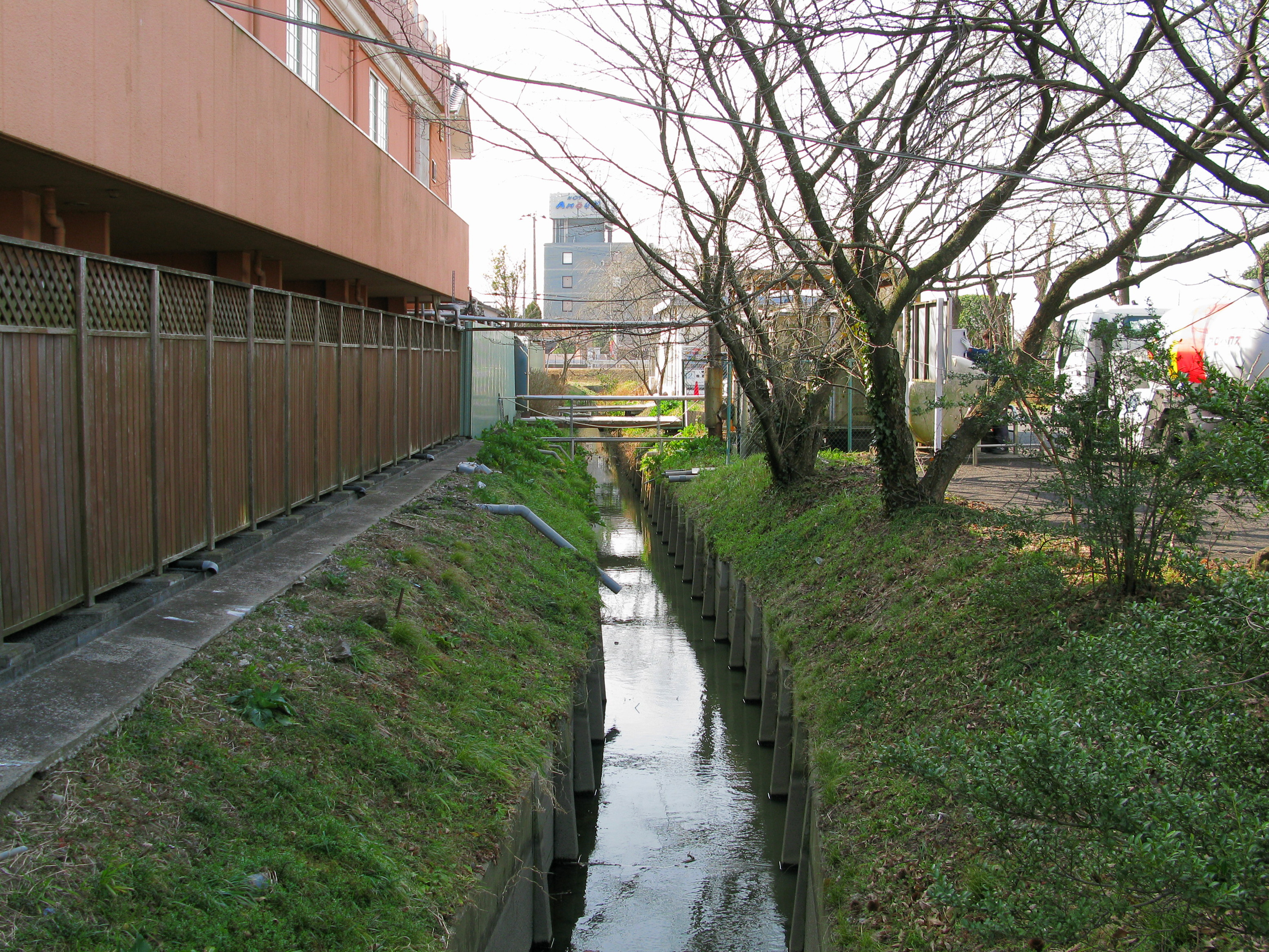
会の川最上流部

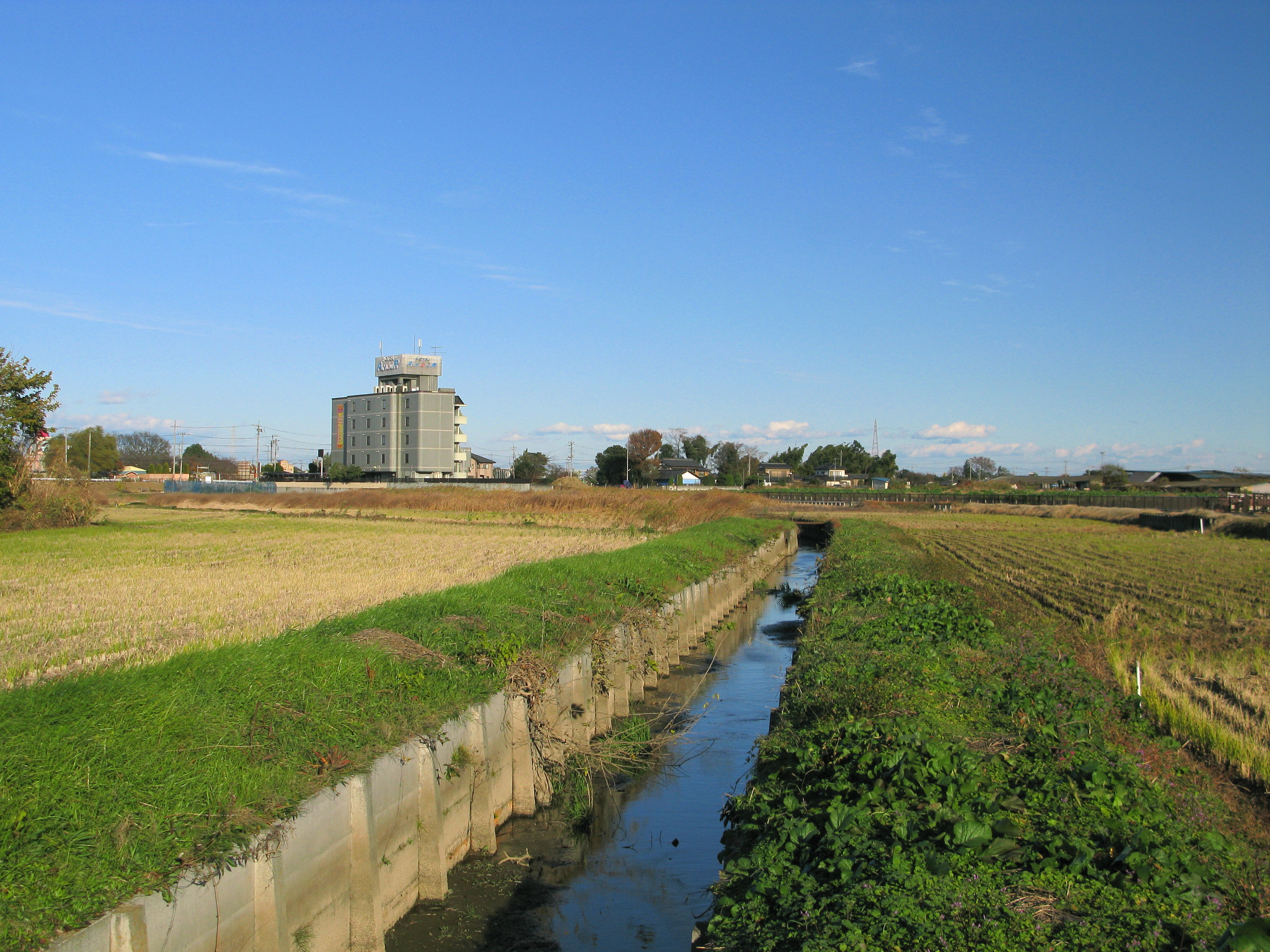
羽生市小須賀地区

会の川（あいのかわ）は、埼玉県羽生市・加須市を流れる河川である。安土桃山時代以前（利根川東遷事業以前）の利根川中流域の主要分流の一つである。
会の川用悪水路（あいのかわようあくすいろ）とも呼ばれる。利根川東遷事業以前は南利根とも呼ばれていた。

## 概要
旧会の川は利根川が羽生市上川俣で南へ分流した流路で、加須市川口に至って同じく利根川の旧流路の浅間川と合流し利根川本流となった（そこからは現在の古利根川の河道を南流し東京湾へ注いだ）。文禄3年（1594年）、旧会の川の流頭が締め切られた（利根川東遷事業）。
現在の会の川も旧河道と変わらず、羽生市上川俣・小須賀・上新郷の付近に端を発し、羽生市・加須市内を流下する。流域周辺は羽生市内の起点付近より加須市内にて東武伊勢崎線を横断する付近までは水田などの農地や集落などが主であり、主として農業用水路および農業排水路として利用される。東武伊勢崎線を東側へ横断したのちの流域周辺は市街地となり、それにあわせ会の川も都市排水路の様相を呈してくる。国道125号橋梁「多門寺橋」を横断した付近より加須市の市街地を抜け、再び流域周辺に水田などの農地が見えるようになる。
かつては加須市内にて葛西用水路に合流し終点となっていたが、現在では葛西用水路の河川改修を経て、葛西用水路本流の右岸側（西側）を並行し流下、加須市川口にて中川へと排水されている。加須市川口に所在する水利施設は、会の川流路より中川への排水機能と同時に、会の川流路より葛西用水路本流への加水機能も持つ。また葛西用水路本流より中川への排水も可能である。水利施設は見沼代用水土地改良区によって管理されている。
流域周辺には加須市志多見などに志多見砂丘などの河畔砂丘（中川低地の河畔砂丘群）が現存しており、この河畔砂丘は日本に現存する河畔砂丘の中では最大級のものである。
合流
- 土腐落悪水路
- 天神窪落
- 中新田川
- 南方用水路

分流
- 金兵衛用水路

## 流路
- 起点：羽生市大字上新郷付近
- 埼玉用水路を南へ横断する。（座標）
- 大字上新郷（西側）と大字小須賀（東側）の境界を流下する南方用水路のすぐ西側を並行し、大字上新郷を南西へ流下する。
- 国道122号および埼玉県道59号羽生妻沼線を西側へ横断し、埼玉県道59号羽生妻沼線を横断した付近より湾曲しながら南、そして南東へと流路を変える。
- 大字上新郷の東端を南方用水路の西側に並行し南東へ流下する。
- 埼玉県道128号熊谷羽生線および秩父鉄道を南側へ横断する。秩父鉄道を横断した付近よりそれまでの南東から南へと流路を変える。
- 大字上新郷（北側）と大字下新田（南側）の境界付近にて再び南東へと流路を変え、南方用水路の西側に並行し大字下新田を南東へと流下する。
- 大字下新郷（西側）と大字小松（東側）の境界を成す付近にて、南方用水路と離れ、南東へと流下する。
- 国道125号行田バイパスを南へと横断した付近より流路を南へと変える。
- 大字下新郷（西側）と大字砂山（東側）の境界を南へと流下する。
- 加須市串作（西側）と羽生市大字砂山（東側）の境界を南へ流下する。
- 羽生市大字上川崎・大字下川崎（北側）と加須市串作・志多見（南側）の境界を成しながら、南東・東方へと湾曲し東へ流下する。この流域ではむさしの村のすぐ北側を流下する。
- 国道122号（座標）を東へと横断し、羽生市大字神戸・大字町屋（北側）と加須市志多見（南側）の境界を東へと流下する。この流域では埼玉県立誠和福祉高等学校の敷地内を東へ横断・流下する。
- 加須市岡古井・不動岡・不動岡3丁目・不動岡2丁目（北側）と加須市馬内・愛宕2丁目・愛宕1丁目（南側）の境界を東へと流下する。この間、東武伊勢崎線（座標）を東側へ横断する。
- 国道125号を横断した付近にてやや東南東へと流路を変え、不動岡1丁目・大門町・向川岸町・睦町1丁目・浜町・北小浜（北側）と土手2丁目・土手1丁目・中央1丁目・中央2丁目・本町・東栄2丁目・久下3丁目・久下5丁目（南側）の境界を流下する。この流域の上之橋より金兵衛橋まで「会の川親水公園」（座標）が整備されており、同区域では会の川親水公園の下を暗渠として流下する。
- 国道125号橋梁「多門寺橋」を横断した付近よりやや東北東へと流路を変え、多聞寺・北篠崎（北側）と南篠崎（南側）の境界を流下する。南方用水路が合流した後、東北自動車道および加須インターチェンジ（座標）を東側へ横断する。
- 北大桑（北側）と南大桑（南側）の境界にて北西より流下してくる葛西用水路に至る。一部は葛西用水路に合流（座標）するが、流水のほとんどは葛西用水路の右岸側（西側）に設けられた水路を葛西用水路の本流に並行し流下する。
- 川口1丁目（東側）と川口（西側）の境界まで葛西用水路の本流に並行し流下する。川口1丁目・川口間に設けられている「川口橋」より約50m下流にて葛西用水路を東側へと伏せ越し、中川へと排水され会の川は終点（座標）となる。同地に所在する水利施設は、会の川流路より中川への排水機能と同時に、会の川流路より葛西用水路本流への加水機能も持つ。また葛西用水路本流より中川への排水も可能である。
- 終点：中川、葛西用水路

## 流域の自治体
埼玉県
羽生市、加須市

## 橋梁

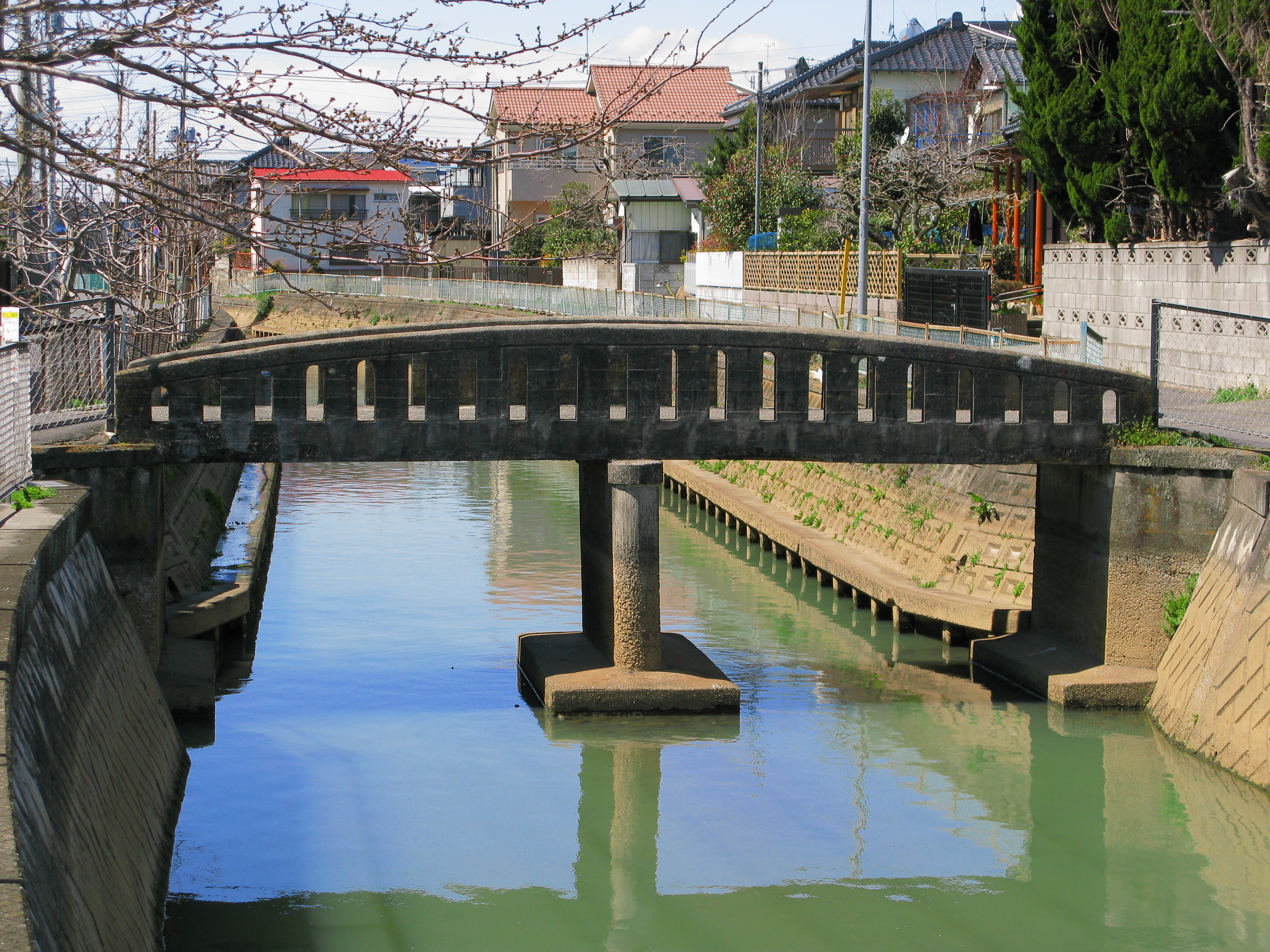
羽根橋

会の川に架かる橋梁群（以下、石橋）は、土木学会の日本の近代土木遺産に選定されている。
※上流より
- （国道122号）
- （埼玉県道59号羽生妻沼線）
- 名称不明
- 原野橋（埼玉県道128号熊谷羽生線）
- 会の川橋梁（秩父鉄道橋梁）
- 名称不明
- 名称不明（会の川堰の併設橋・石橋）
- 家中橋

- 名称不明（石橋）
- 鷹橋（石橋）
- 会の川橋（国道125号行田バイパス）
- あずま橋（石橋）
- 花見橋（埼玉県道32号鴻巣羽生線）
- 旧･花見橋（石橋）
- 弁天橋（石橋）
- 溜井橋
- 御河渡橋（石橋）
- 神戸橋（国道122号）
- 誠橋
- 名称不明（石橋）
- 会の川橋梁（東武伊勢崎線橋梁）
- 名称不明
- 名称不明
- 不動島橋（石橋）
- 川面橋（埼玉県道366号三田ヶ谷礼羽線）
- 不動橋（石橋）
- 名称不明
- 昭和橋（国道125号）
- 名称不明（現在通行不可）
- 名称不明
- 新橋（石橋） - 廃止
- 徒歩橋（石橋）
- 羽根橋（石橋）
- 上之橋（石橋）
- （この間暗渠）（会の川親水公園）
- 新中之橋（埼玉県道38号加須鴻巣線）
- （この間暗渠）
- 金兵衛橋
- 治郎橋
- 名称不明

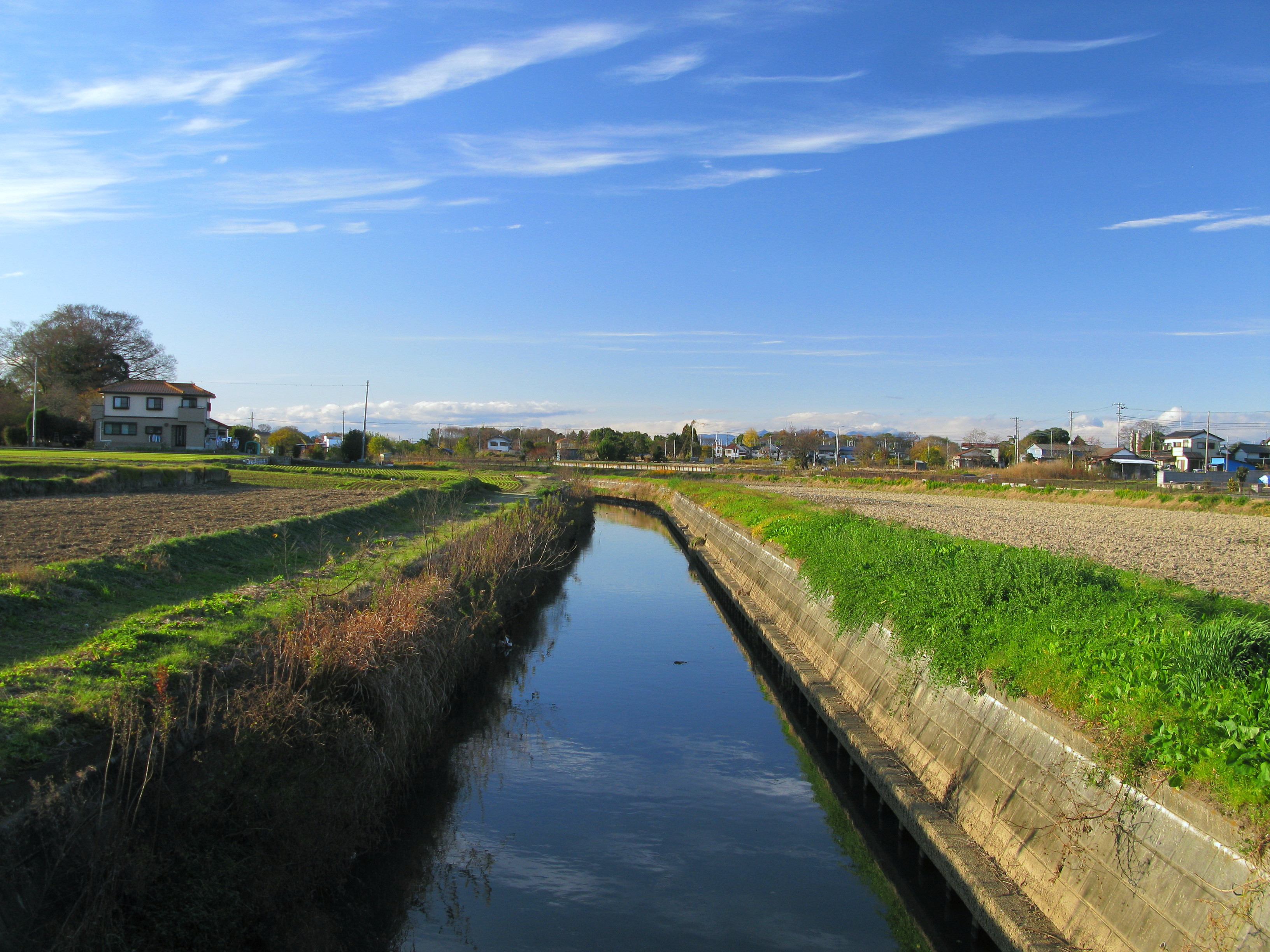
羽生市下新田地区

- 旭橋（埼玉県道149号加須菖蒲線）（石橋）
- 名称不明（堰併設の橋）

| 葛西用水との合流点 |  | 中川との合流点 |
| 葛西用水との合流点 |  | 中川との合流点 |

- 宝橋
- 名称不明
- 栄橋
- 名称不明
- 名称不明
- 多門寺橋（国道125号）
- （東北自動車道）
- （東北自動車道加須インターチェンジ）
- 会の川橋（石橋）

- 国道125号橋梁「新篠合橋」より「川口橋」までは葛西用水路の橋梁節を参照されたい。 -

## 河川施設

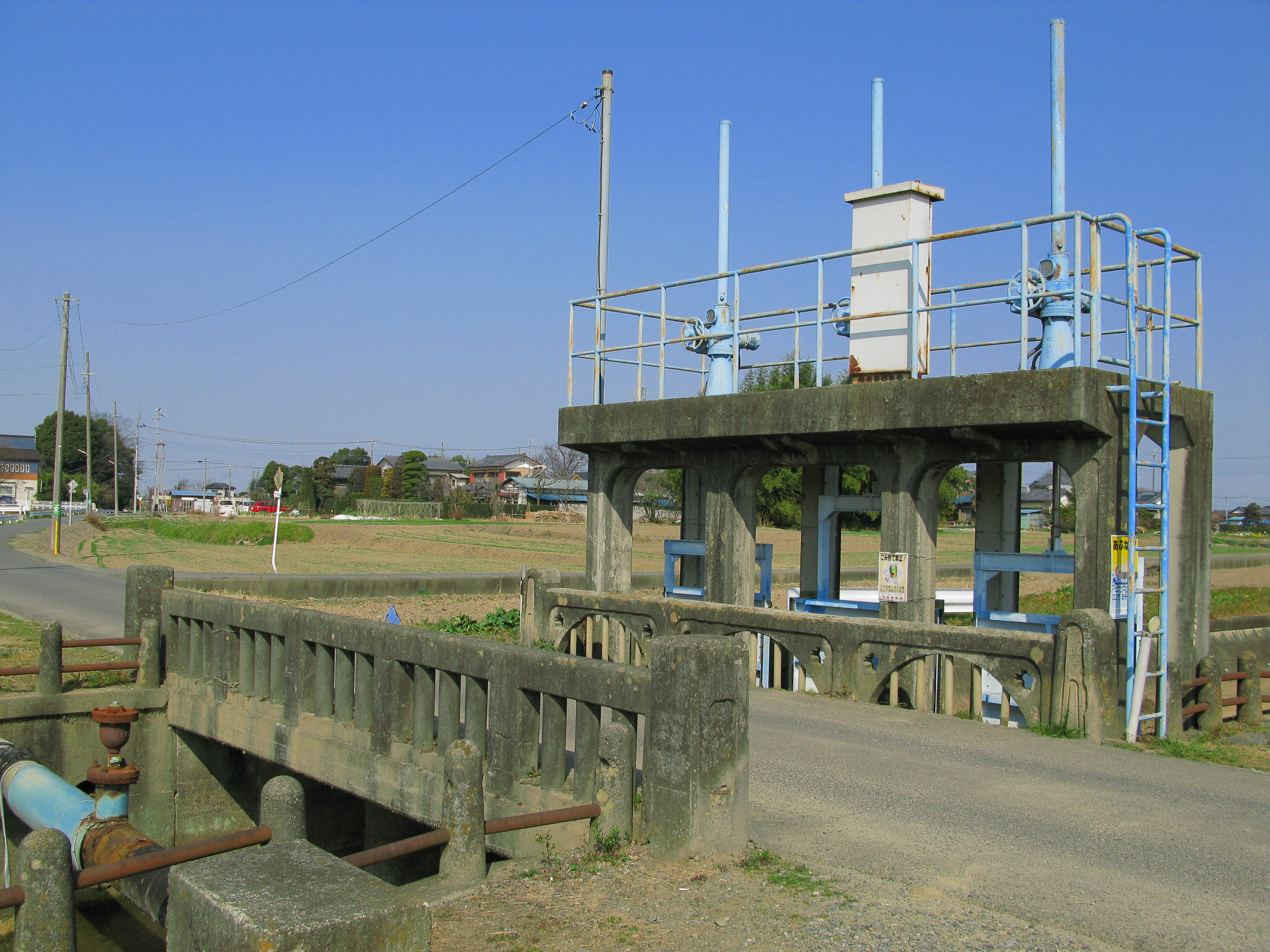
会の川堰

会の川には8ケ所に取水堰が設けられている。
- 会の川上堰
- 会の川堰
- 志多見堰
- 諏訪堰
- 一畝歩堰
- 切所堰
- 嵯峨堰
- 肱曲堰

## 流域の施設・名所
- 川俣関所跡
- 昭和橋

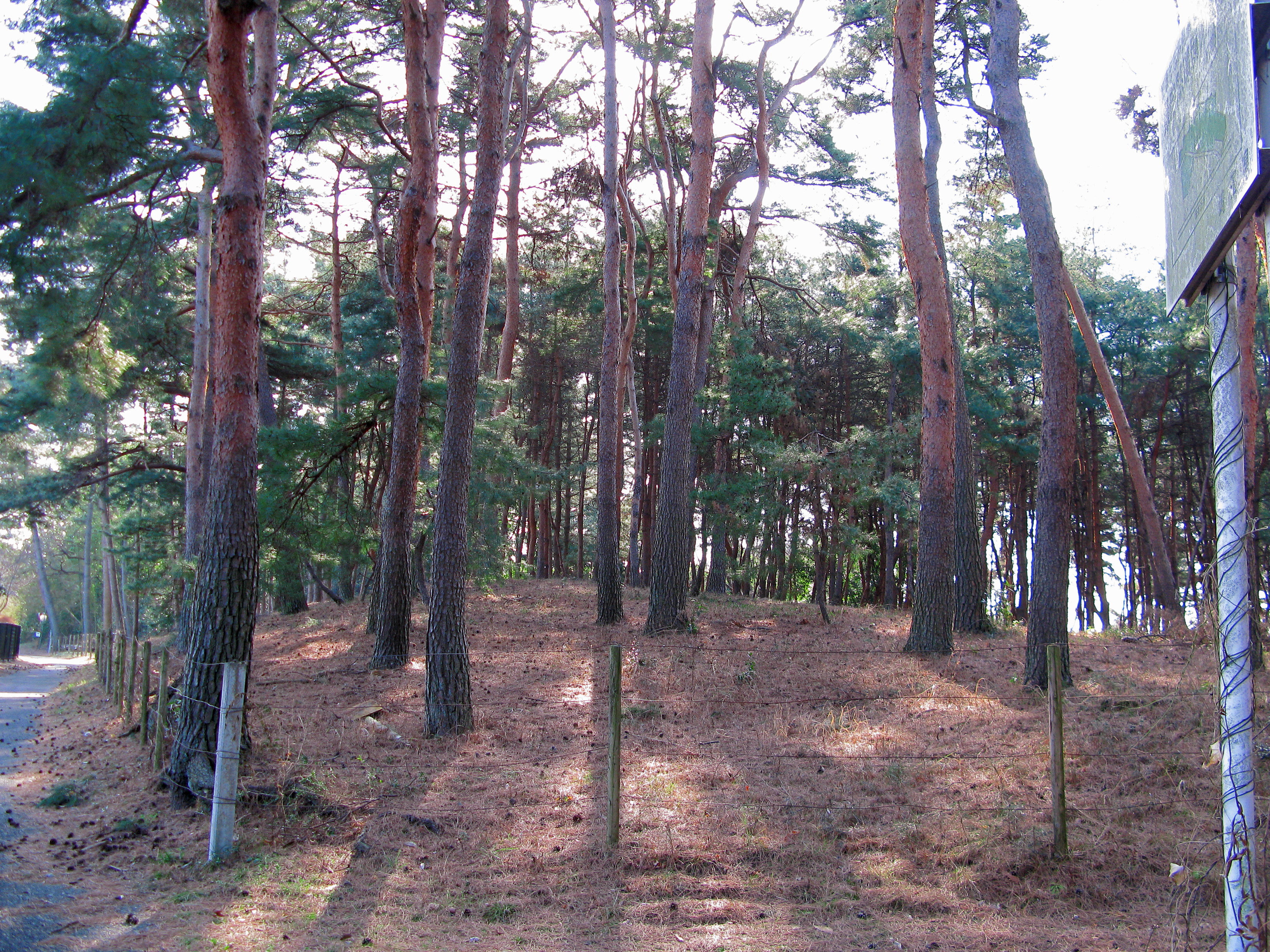
志多見砂丘

- 道の駅はにゅう - 堤防下に所在した川俣締切址の碑が当地に移設された
- むさしの村
- 志多見砂丘（内陸砂丘）
- 会の川親水公園
- 埼玉県立誠和福祉高等学校
- 總願寺（不動ヶ岡不動尊）
- 龍蔵寺 (加須市)
- 加須インターチェンジ